# Tony Hymas
Tony Hymas, nome completo Anthony James Keith Hymas (23 settembre 1943), è un tastierista, pianista e compositore inglese.

## Biografia
Hymas ha iniziato come corista alla Exeter Cathedral School, insieme con il compositore e organista della cattedrale Barry Ferguson, e il cantante e pianista Roger Cleverdon. Dopo aver lasciato la scuola, Hymas ha studiato pianoforte con Harold Rubens alla Royal Academy of Music. 
Successivamente, come pianista per il Ballet Rambert, Hymas ha scritto una partitura per Rag Dances di Glen Tetley, per poi trovare spazio nell'affollata scena musicale londinese degli anni '70.
Nel 1974 ha composto la sigla della serie televisiva britannica Mr. Men, basata sui libri per bambini di Roger Hargreaves.
Tony Hymas ha suonato con Jack Bruce nella Jack Bruce Band tra il 1976 e il 1978. Ha accompagnato il chitarrista Jeff Beck e per lui ha anche scritto canzoni, come Angel Footsteps e Brush with the Blues e compare nel suo album del 1980 There & Back. 
Nel 1980, il batterista Simon Phillips, che aveva suonato con Hymas e Beck, contatta il cantante scozzese Jim Diamond per formare, insieme con Hymas, il trio Ph.D
Nel 1981, la band ottiene un ottimo exploit in Europa con la canzone I Won't Let You Down, inserita nell'album d'esordio Ph.D. che ha raggiunto il numero tre nella classifica dei singoli britannici nel 1982 e il numero cinque in Australia. Dopo il successo del singolo, l'album fu ristampato e finalmente entrò nella UK Albums Chart.
Nel 1983 Tony Hymas e i Ph.D (rimasti in due perché Phillips se ne era andato) incidono il loro secondo album, is it safe da cui il singolo I didn't know che ottenne un discreto risultato ma non raggiunse le vendite di I Won't Let You Down e, dopo gli insoddisfacenti risultati successivi, i Ph.D. si sciolsero.
Nel 1984, Hymas viene chiamato in Italia per arrangiare Regalami un sorriso cantata da Drupi e prodotta da Victorio Pezzolla per la WEA Italiana, che parteciperà con successo al Festival di Sanremo.
In seguito Hymas parteciperà nuovamente come tastierista alla registrazione dell'album del 1989 di Jeff Beck, Jeff Beck's Guitar Shop. in un secondo tempo, continuerà a collaborare con Diamond nei suoi progetti da solista e, anni dopo la prima formazione della band,  il duo decide di realizzare un terzo album come Ph.D. che uscirà nel 2009, intitolato "Three". I Ph.D. rimasero attivi fino alla morte di Diamond, nel 2015.
Hymas ha inoltre composto e cantato il brano Desperate for Your Love, la canzone di apertura dell'album del 1985, The Great Balloon Race, del gruppo rock progressivo Sky.
Tra i suoi album troviamo De l'origine du Monde (2010), Chroniques de resistance (2013) e I Will Not Take 'But' for an Answer (2010) con la band Ursus Minor. Nel 2016 ha registrato Tony Hymas joue Léo Ferré, un album di trascrizioni per pianoforte di brani di Léo Ferré.